# Dei gratia
|  | No s'ha de confondre amb deo gratias. |

Dei gratia o abreujat D.G. és una expressió llatina que vol dir per la gràcia de Déu que sovint s'afegeix al títol de monarques o caps d'estats en països de tradició cristiana segons el principi del dret diví dels reis. Era l'expressió del concepte medieval del dret absolut del poder del sobirà, que només tenia Déu com a cap superior.

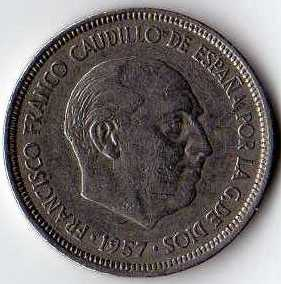
Moneda de cinc pessetes del 1957 amb l'efígie del dictador Franco i el text «caudillo de España por la G. de Dios»

El papa Esteve II va atorgar l'epítet per primera vegada al rei carolingí Pipí el Breu, en agraïment per al seu suport en la guerra contra els llombards que assetjaven Roma. Fins a l'adveniment del protestantisme i l'anglicanisme, només el papa, considerat al catolicisme com únic representant de Déu a terra, podia investir un sobirà dei gratia. El no respecte d'aquesta prerrogativa va ser una font del conflicte durant la lluita de les Investidures.
Durant la guerra civil espanyola, el cap dels rebels, Francisco Franco Bahamonde va insistir en la seva missió divina. Ja el 1939, el Catecismo patriótico español (catecisme patriòtic espanyol), publicat el 1939 a Salamanca escrivia «El Caudillo és com l'encarnació de la pàtria i Déu li va atorgar el poder de governar-nos». Amb l'objectiu de recobrar una certa respectabilitat internacional, el reconeixement per l'església de la seva «missió divina» i el dret de posar l'afegit «Caudillo por la gracia de Dios» a l'entorn del seu retrat a les monedes són dues coses que van tenir un paper important durant les negociacions del Concordat del 1953. En bescanvi, el dictador va haver de concedir privelegis importants a l'Església catòlica i el nacionalcatolicisme va esdevenir religió d'Estat, amb monopoli en l'ensenyament, dret a la censura de la premsa, abolició del dret al divorci, etc.

## En l'actualitat
Excepte Ciutat del Vaticà, totes les monarquies d'Europa van esdevenir monarquies parlamentàries, i la sobirania rau en el poble que elegeix els seus governadors. Per tradició, l'epítet fa encara part del títol dels monarques del Regne Unit, Dinamarca, Liechtenstein i Països Baixos. No s'utilitza per als monarques de Bèlgica, Luxemburg, Mònaco, Noruega i Suècia. Segons el paràgraf dos de l'article 56 de la constitució espanyola de 1978, el títol del Cap de l'Estat és «Rei d'Espanya», però segons el mateix article, podrà utilitzar els altres títols que corresponguin a la Corona, i doncs pot utilitzar, si vol, l'epítet dels seus ancessors dei gratia. Després la mort del dictador, les pessetes encunyades amb l'efígie de Joan Carles I d'Espanya des del 1975 van tenir el títol senzill «Rey de España», sense qualsevol al·lusió a la gràcia de Déu.